# Грузинская хроника XIX века
«Грузинская хроника XIX века» — советский чёрно-белый художественный фильм 1978 года, снятый на киностудии Грузия-фильм режиссёром Александром Рехвиашвили.
На этапе утверждения фильма сценарий носил название «Заступник».

## Сюжет
В родную грузинскую деревню возвращается студент Нико, который учится в Петербурге. Он разговаривает с матерью, которая болеет и не может вставать, и с местным лекарем. Затем он навещает пожилого учителя, и тот даёт Нико документы, которые учитель когда-то собирал вместе с отцом Нико. Становится понятно, что приезд Нико связан с огромным лесом рядом с деревней: это главное богатство деревни, однако его хочет выкупить какая-то иностранная компания. Нико должен попытаться противостоять властям, чтобы оставить лес для сельчан.
После церковной службы, получив благословение, Нико направляется в город. Он приходит в канцелярию, где рассматривают его дело. Чиновники ссылаются на непонятные формулировки в деле и обещают дать ответ позже. В городе Нико знакомится с высокой девушкой, которая с сочувствием относится к его миссии.
Тем временем лекарь привозит к учителю чемодан, который Нико потерял по дороге: тот выпал, когда лошади переезжали брод. В чемодане лежат книги, но чернила с них смыла вода. Учитель раскладывает раскрытые книги на земле, чтобы они высохли. Одна из книг — «Письма с того берега» Герцена.
Начальник канцелярии встречается с людьми, которые хотят выкупить лес. Они знают об активности Нико и обсуждают, что он может быть опасен и за ним необходимо вести наблюдение.
Нико снова приходит в канцелярию, но снова не получает ответа: начальник говорит, что надо дождаться директора Палаты, который отсутствует. Нико говорит начальнику, что если решение не будет принято в пользу жителей деревни, то и покупателям лес не достанется.
Покупатели выступают перед собравшимися сельчанами, утверждая, что лес после продажи будет использован во благо людей. На Нико, проходящего по лесу, нападают трое нанятых убийц. Они боятся как гнева своих нанимателей в случае, если не убьют Нико, так и гнева сельчан в случае, если их поймают. В итоге они связывают Нико и оставляют его в яме. Девушка из города беспокоится о Нико и идёт искать его. Убийцы замечают её и преследуют. Однако они наталкиваются на лекаря, который собирает травы, и убивают его. Учитель, увидев вернувшегося без седока коня лекаря, поднимает сельчан на поиски.
Последние кадры показывают шеренгу сельских жителей, которые идут по лесу, вероятно, в поисках Нико.

## В ролях
- Мамука Салуквадзе — Нико Бернадзе
- Рамаз Чхиквадзе — заведующий канцелярией
- Владимир Цуладзе — Иотам, учитель
- Цуца Медзмариашвили — мать Нико
- Тенгиз Магалашвили — Микел, лекарь
- Дареджан Харшиладзе — девушка
- Карло Саканделидзе — чиновник канцелярии
- Рамаз Гиоргобиани — один из убийц
- Владимир Дружников — закадровый текст

## Отзывы
В. Михалкович в большой рецензии на фильм, вышедшей вскоре после его появления, отмечает, что слово «хроника» в названии ни в своём «новостном», ни в «историческом» значении не соответствует содержанию фильма, в котором «нет ни дат, ни географических названий», ни известных исторических личностей. Это заставляет предположить, что «режиссёр ведёт со зрителем какую-то лукавую и хитроумную игру, имея свой особый расчёт и цель». Критик высказывает предположение о том, что замысел режиссёра как раз и состоит в неопределённости. Так, конфликт сельчан с дельцами не имеет развязки, словно автора не интересует, как он разрешится. Нико Бернадзе в начале фильма кажется идеальным героем, революционным демократом, однако его методы борьбы ни к чему не приводят. Его должны убить, но наёмники бросают его в яму, и до конца так и не становится понятно, остался ли он живым: герой «на середине своей миссии удалён из действия, исчез, растворился», причём это не кажется существенным для смысла картины. Город, куда прибывает Нико, «пугающе неуютен» и пуст, что заставляет вспомнить экранизацию «Процесса» Кафки, снятую Орсоном Уэллсом.
Конфликт в фильме «превращается во вневременной, он теряет свой исторический характер»: это подчёркивают и разновременные атрибуты в кадре, где можно увидеть современный металлический чайник, современные костюмы, автомобиль, репродукцию Рене Магритта «Вариация печали» (1957). По мнению В. Михалковича, определяющим в фильме является противоборство «бытия естественного и неестественного», что проявляется, в частности, в контрасте неприхотливых кактусов в кабинете начальника канцелярии и буйной растительности в лесу. «Традиционный герой-идеалист» не может ничего изменить в неестественном мире, с которым вынужден столкнуться, и поэтому удалён из действия. При этом финал фильма выдержан в логике плача (трена): героя больше нет, но его отсутствие и необходимость ощущается всеми, в том числе и крестьянами, и девушкой, и даже начальником канцелярии, утратившим соперника. Критик заключает, что «подлинный конфликт» картины состоит «в необходимости идеального героя и вакантности его места»; решения же этого конфликта режиссёр принципиально не предоставляет.
О кафкианских мотивах в фильме говорит и Олег Ковалов: по его мнению, о влиянии Кафки можно говорить применительно к грузинским фильмам «Моя бабушка», «Пловец», «Путешествие молодого композитора», «Голубые горы…», «Покаяние», а «фильмы Рехвиашвили — лишь предельное выражение загадочной тенденции».
В свою очередь, Михаил Трофименков пишет о том, что Рехвиашвили «обладал мистическим даром пародировать ещё не снятые фильмы» — например, «бред хождения по инстанциям» заставляет вспомнить «Голубые горы» Эльдара Шенгелая, а «анахроничное сочетание тарантасов с лимузинами» — «Покаяние» Тенгиза Абуладзе.
По мнению киноведа Сергея Кудрявцева, фильм «несёт на себе печать усложнённой формы предшествующих фильмов „пластической школы“ 60-х годов»; он также обращает внимание на то, что режиссёр Александр Рехвиашвили ранее был оператором и, в частности, снял ленту Георгия Шенгелаи «Пиросмани».

## Комментарии
1. ↑  Ошибка киноведа: фильм «Пиросмани» снял оператор Константин Апрятин, а Александр Рехвиашвили снялся там в эпизодической роли.